# Roger Rondeaux
Roger Rondeaux (Parigi, 15 aprile 1920 – Parigi, 24 gennaio 1999) è stato un ciclista su strada e ciclocrossista francese.

## Carriera
Professionista dal 1946 al 1956, fu  tre volte campione del mondo di ciclocross consecutivo dal 1951 al 1953; in precedenza fu secondo classificato nel 1950 per la prima edizione dell'evento, dietro a Jean Robic.

## Palmarès

### Strada
- 1952

1a tappa Subida a Aranzazu
2a tappa Subida a Aranzazu
Classifica generale Subida a Aranzazu

### Ciclocross
- 1951

Campionati del mondo di ciclocross
- 1952

Campionati del mondo di ciclocross
- 1953

Campionati del mondo di ciclocross

## Piazzamenti

### Classiche monumento
- Parigi-Roubaix

1949: 94º

### Competizioni mondiali
- Campionati del mondo di ciclocross

Quato 1953: 2º
Campionati del mondo di ciclocross 1951: vincitore
Campionati del mondo di ciclocross 1952: vincitore
Campionati del mondo di ciclocross 1953: vincitore